# 員林客運

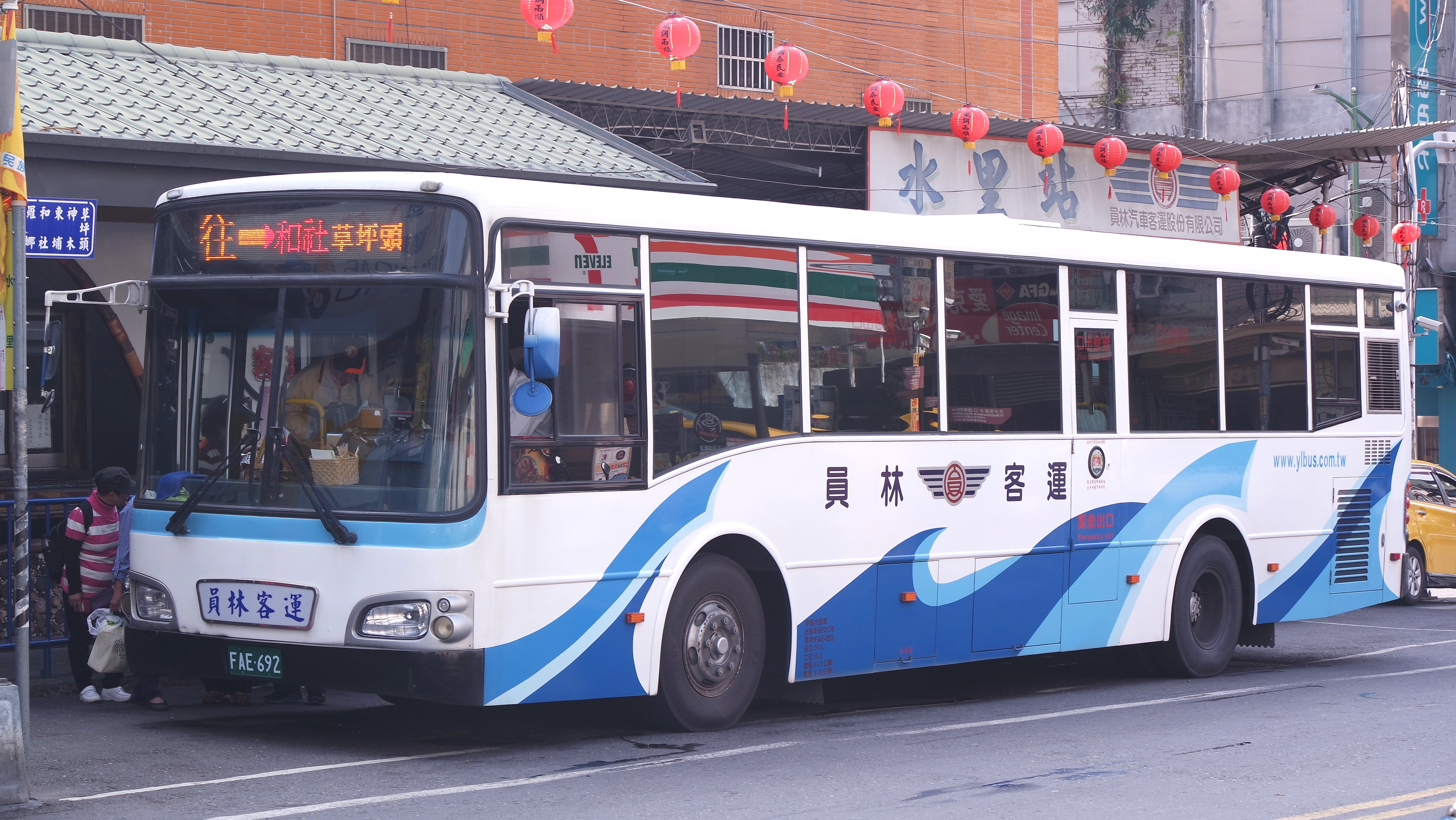
員林客運之日野低底盤車型

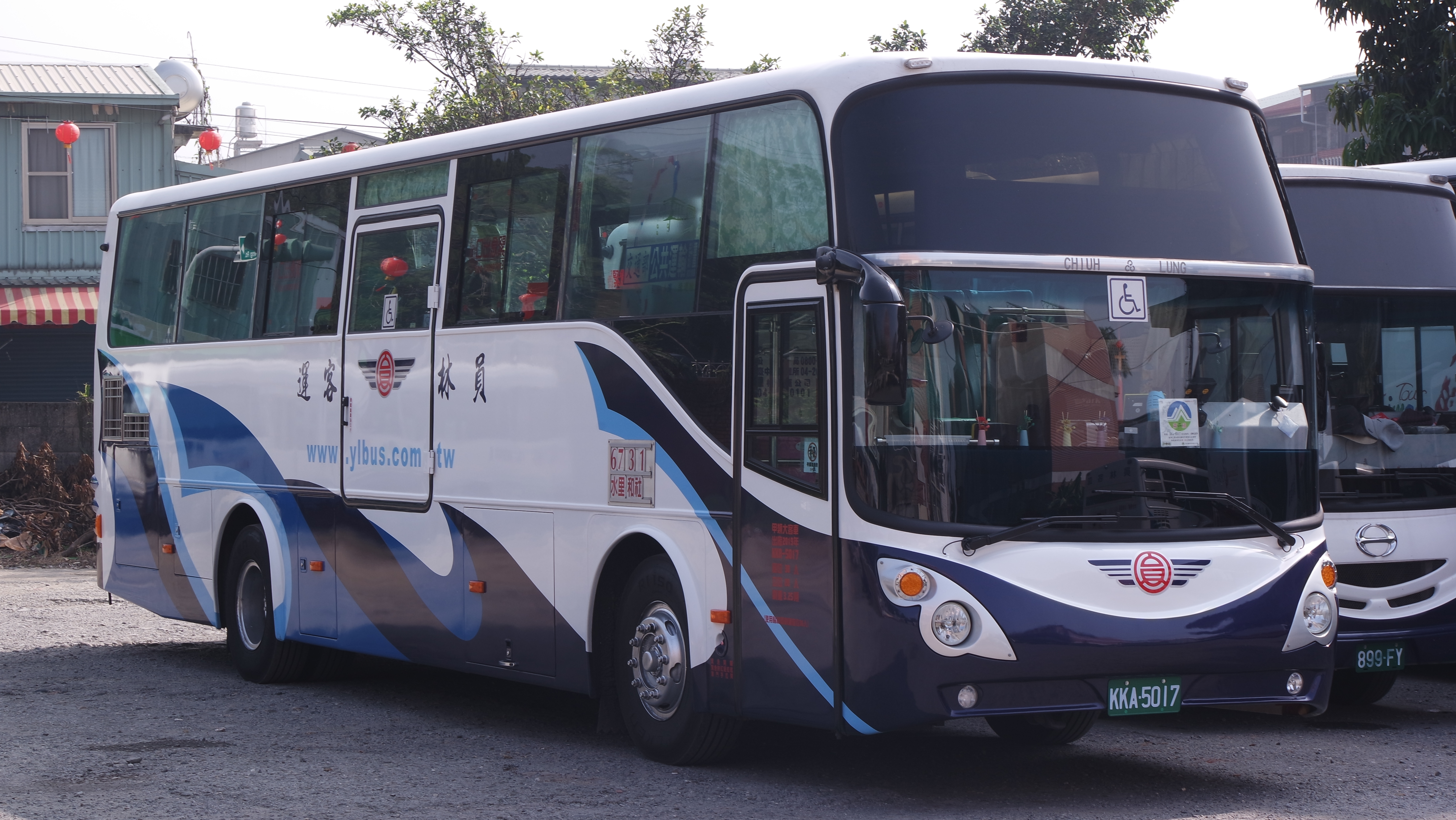
員林客運之日野高地板車型

員林汽車客運股份有限公司，簡稱員林客運，於1942年（昭和17年）2月28日創立，前身为日治時期的員林乘合自動車株式會社，戰後改制為員林汽車客運公司，主要經營中部地區之公路客運。
員林客運以員林市為主要營運基地，其營運的彰化縣公車路線遍及彰化縣南部的各主要鄉鎮，並連接雲林縣北部、斗南鎮、莿桐鄉、南投縣竹山、水里地區以及台中市、嘉義市、嘉義縣民雄鄉、大林鎮、溪口鄉、阿里山鄉等。

## 歷史
1942年日治時期，臺灣總督府為加強管制台灣汽車客運業，將台灣中部劃分為台灣交通、豐原、員林、彰化等四個汽車客運營業區。因此，員林地區彰溪巴士、二溪巴士、北斗巴士、碧記商會之4家公司與北斗、二林、竹山、水里各地區共10幾家小公司合併，於1942年2月28日成立「員林乘合自動車株式會社」，首任社長是日本人衫森隆次；當時共有80輛車，營運路線共21條。
1943年，日本逐漸出現敗相且物資匱乏，車輛被軍隊征用而公司停擺；直到日本戰敗，員林乘合自動車剩下不到10輛車。國民政府時期後改組為「員林汽車客運股份有限公司」，車25輛，營運路線11條，當時的第一任董事長為陳反。戰後，董事長由楊春木接任，在政府積極扶植之下，公司逐漸發展，業務鼎盛時，員工曾逾五百多名，業績在全台客運業者中排名第二，僅次於新竹客運。
1991年至今，由於台灣經濟的發展，社會型態的變遷，家家戶戶都有機車、轎車代步，於是交通事業日漸沒落，員林客運目前乘客主要為老人和學生居多。目前員林客運車輛總數154輛，營運路線共34條，轄屬行車路線內設有員林、溪湖、二林和竹山辦事處，以及彰化、田中、水里等三站。主要肩負彰化、南投二縣偏遠地區之大眾運輸業務，另有聯營路線通行至台中、雲林、嘉義等縣市。
2023年6月，為了驗證未來南彰化輕軌捷運之載運量基礎，並加速二林中科園區開發，新闢員林到二林的20路公車，由員林站發車，行經埔心、溪湖、二林中科再抵達終點二林站；並由中華民國交通部「電動大客車示範計畫」補助經費，引進鴻華電動巴士Model T電動公車營運。

## 路線列表

### 彰化縣公車
| 路線編號 | 營運區間                                                |
| 6        | 員林客運員林站－員林轉運站－台76線－鹿港                |
| 9        | 彰化車站－溪頭（行經國道3號）                           |
| 9A       | 鹿港-彰化火車站－溪頭（行經國道3號）                    |
| 10       | 員林轉運站－溪頭（行經台76線及國道3號）                 |
| 10A      | 員林客運溪湖站－員林轉運站－溪頭（行經台76線及國道3號） |
| 15       | 二林－高鐵彰化站－溪頭（行經台76線及國道3號）           |
| 19       | 彰化車站－員林客運溪湖站－員林客運二林站（行經國道1號） |
| 20       | 員林－溪湖－二林                                        |
| 20A      | 員林－溪湖                                              |
| 20B      | 員林－溪湖－成功高中－二林                              |
| 20C      | 員林－溪湖－成功高中                                    |
| 23       | 彰化－秀水－溪頭（行經台76線及國道3號）                 |

### 南投縣公車
| 路線編號 | 營運區間           |
| 3        | 草屯－中興－溪頭   |
| 3B       | 南投－彰南路－溪頭 |

### 公路客運
| 路線編號 | 營運區間                            |
| 6700     | 大葉大學－員林－二水                |
| 6701     | 高鐵彰化站－竹山                    |
| 6701A    | 高鐵彰化站－紫南宮－竹山            |
| 6702     | 員林－水－車埕                      |
| 6704     | 員林－溪湖－石埤村－鹿港            |
| 6704A    | 員林－溪湖－石埤村－鹿港－鹿港高中  |
| 6705     | 員林－埔心－溪湖－鹿港              |
| 6705A    | 員林－埔心－溪湖－鹿港－鹿港高中    |
| 6705B    | 員林－埔心－溪湖－成功高中－鹿港    |
| 6706     | 員林－海豐崙                        |
| 6707     | 員林－北斗－二林                    |
| ★6707A   | 員林－北斗－明道大學－二林          |
| 6708     | 鹿港－王功                          |
| 6708A    | 鹿港高中－鹿港－王功                |
| 6709     | 二林－田中                          |
| ★6709A   | 二林－明道大學－田中                |
| 6710     | 二林－王功                          |
| 6712     | 二林－西港                          |
| 6712A    | 二林－頂莊－臺西村－西港            |
| 6713     | 彰化－二林                          |
| 6714     | 彰化－西港                          |
| 6715     | 彰化－西螺                          |
| 6715A    | 彰化－成功高中－西螺                |
| 6716     | 彰化－北斗                          |
| 6716A    | 彰化－成功高中－北斗                |
| 6717     | 竹山－凍頂巷社區－鳥園              |
| 6718     | 竹山－玉峰－水                      |
| 6718A    | 竹山－茅埔－玉峰－水                |
| 6719     | 竹山－溪頭                          |
| 6719A    | 竹山－和雅村－溪頭                  |
| 6720     | 竹山－崎頭                          |
| 6720A    | 竹山－鹿谷國中－崎頭                |
| 6721     | 竹山－山坪頂－瑞竹                  |
| 6721A    | 竹山－山坪頂－瑞竹－瑞龍瀑布        |
| 6722     | 竹山－內湖－草嶺                    |
| 6723     | 竹山－內寮                          |
| 6724     | 竹山－乾坑－大鞍                    |
| 6726     | 竹山－集集－水                      |
| 6727     | 水－新鄉                            |
| 6728     | 水－羅娜                            |
| 6728A    | 水－羅娜－同富國中                  |
| 6729     | 水－魚池                            |
| 6730     | 水－信義                            |
| 6731     | 水－和社                            |
| 6732     | 水－東埔                            |
| 6733     | 水－草坪頭                          |
| 6734     | 東埔－水－集集                      |
| 6735     | 臺中－二水                          |
| 6735A    | 臺中－彰化高商－彰化高中－二水      |
| 6735B    | 高鐵臺中站－二水                    |
| 6736     | 臺中－二林                          |
| 6736A    | 高鐵臺中站－二林                    |
| 6737     | 臺中－西港                          |
| 6737B    | 高鐵臺中站－西港                    |
| 6738     | 臺中－王功                          |
| 6738A    | 臺中－國道1號－王功                 |
| 6738B    | 臺中－國道1號－成功高中－王功       |
| 6738C    | 高鐵臺中站－王功                    |
| 6738D    | 高鐵臺中站－國道1號－王功           |
| 6738E    | 高鐵臺中站－國道1號－成功高中－王功 |
| 6739     | 日月潭－阿里山                      |
| 6742     | 臺中－竹山                          |
| 6742A    | 臺中－南投高中－竹山                |
| 6801     | 日月潭－溪頭                        |
| 6880     | 嘉義－西螺                          |
| 6880A    | 嘉義－崇仁專校－西螺                |
| 6881     | 員林－西螺                          |
| ★6881A   | 員林－明道大學－西螺                |
| 6882     | 臺中－西螺                          |
| ★6882A   | 臺中－明道大學－西螺                |
| 6882B    | 高鐵臺中站－西螺                    |
| 6883     | 臺中－高鐵臺中站－溪頭              |
| 6883A    | 高鐵臺中站－溪頭                    |
| 6911     | 彰化－六股路                        |

### 國道客運
| 路線編號 | 營運區間                      |
| 9019     | 臺中朝馬－國道1號－二林－麥寮 |

## 外部連結
- 维基学院中的相關學習文章：員林客運
- 维基共享资源上的相關多媒體資源：員林客運
- 員林客運（页面存档备份，存于）（繁體中文）